# Kendrick (Idaho)
Kendrick – miasto w Stanach Zjednoczonych, w stanie Idaho, w hrabstwie Latah.